# ASDJ Biellese Libertas
Die Associazione Sportiva Dilettantistica Junior Biellese Libertas ist ein italienischer Fußballklub aus der piemontesischen Stadt Biella.

## Geschichte
Der Club wurde 1902 erstmals gegründet und spielte in der Saison 1928/29 in der Divisione Nazionale, dem Vorläufer der Serie A. Insgesamt verbrachte der Verein drei Spielzeiten in der Serie B, 49 Spielzeiten in der Serie C und 23 Spielzeiten in der Serie D. Eine Neugründung erfolgte 1993, der heutige Club wurde 2010 geschaffen.

## Ehemalige Spieler
- Giuseppe Biava
- Giancarlo Camolese
- Eusebio Castigliano
- Zeffiro Furiassi
- Abdelkader Ghezzal
- Federico Marchetti
- Ermes Muccinelli
- Cesare Valinasso

## Ehemalige Trainer
- Elemér Berkessy
- Nicola Caccia
- Giovanni Costanzo
- Teobaldo Depetrini
- Aldo Firicano
- Josef Liebhardt
- Angelo Mattea
- Ferenc Molnár
- Federico Munerati
- Giorgio Puia
- Pietro Rava
- Patrizio Sala
- Giuseppe Sannino
- Ermanno Scaramuzzi
- Giovanni Varglien